# Ramses Shaffy
Ramses Shaffy (29 de agosto de 1933 - 1 de dezembro de 2009) foi um cantor e ator franco-holandês que se tornou popular durante as décadas de 1960 e 1970.

## Biografia
Nascido em 1933 no subúrbio parisiense de Neuilly-sur-Seine, Shaffy era filho de um diplomata egípcio e de uma condessa polonesa de ascendência russa. Quando ele tinha seis anos, sua mãe contraiu tuberculose e ele foi enviado para ficar com uma tia em Utrecht. Posteriormente, ele foi levado para um lar adotivo em Leiden. Em 1952 foi aceito na escola de teatro de Amsterdã, apesar de não ter concluído o ensino médio.
Em 1964 formou sua própria companhia de teatro, a Shaffy Chantant. Isso também marcou o início de uma parceria musical duradoura com a cantora Liesbeth List. Ramses tornou-se popular como cantor nas décadas de 1960 e 1970.  Sua saúde começou a piorar após anos de grave abuso de álcool. Ele passou os últimos anos de sua vida em uma casa de repouso em Amsterdã.
Em maio de 2009, foi anunciado que ele havia sido diagnosticado com câncer de esôfago. Sua última apresentação pública foi em outubro de 2009.

## Discografia
- Shaffy Chantant (1966)
- Ramses II (1966)
- Shaffy Chantate (1967)
- Sunset Sunkiss (1970)
- Zonder bagage (1971)
- We zullen doorgaan (1972)
- We leven nog (1975)
- Samen (1976, with Liesbeth List)
- Ramses en Liesbeth live (1977, with Liesbeth List)
- Dag en nacht (1978)
- Live (1980)
- Sterven van geluk (1988)